# Olearia ballii
Olearia ballii là một loài thực vật có hoa trong họ Cúc. Loài này được (F.Muell.) F.Muell. ex Hemsl. mô tả khoa học đầu tiên năm 1896.